# Грамотеино (посёлок городского типа)
Грамоте́ино — посёлок городского типа, входит в состав Беловского городского округа Кемеровской области России. Один из центров добычи угля в Кузнецком угольном бассейне.

## География
Расположен на реке Иня (приток Оби), в 4 км от железнодорожной станции Мереть (на линии Новосибирск — Новокузнецк). 

## История
Статус посёлка городского типа — с 1952 года.

## Население
| 1959    | 1970    | 1979    | 1989    | 2002    | 2009    |
| ------- | ------- | ------- | ------- | ------- | ------- |
| 8605    | ↗15 518 | ↗15 521 | ↗16 776 | ↘14 366 | ↘14 326 |
| 2010    | 2012    | 2013    | 2014    | 2015    | 2016    |
| ↘12 996 | ↘12 727 | ↘12 611 | ↘12 550 | ↗12 618 | ↘12 447 |
| 2017    | 2018    | 2019    | 2020    | 2021    |         |
| ↘12 408 | ↘12 271 | ↘12 172 | ↘12 159 | ↘11 217 |         |

## Спорт
В 1992 году в посёлке появился футбольный клуб «Горняк», играющий во Второй лиге.